# 聖母子とマグダラのマリア、洗礼者聖ヨハネ、アレクサンドリアの聖カタリナ、寄進者
『聖母子とマグダラのマリア、洗礼者聖ヨハネ、アレクサンドリアの聖カタリナ、寄進者』（せいぼしとマグダラのマリア、せんれいしゃヨハネ、アレクサンドリアのせいカタリナ、きしんしゃ、伊: Madonna col Bambino, i Santi Maria Maddalena, Giovanni Battista, Caterina d'Alessandria e un donatore, 英: Madonna and Child with Saints Mary Magdalene, John the Baptist, Catherine of Alexandria and a Donor）は、ルネサンス期のヴェネツィア派の画家パルマ・イル・ヴェッキオが1518年から1520年頃に制作した宗教画である。油彩。キリスト教絵画のジャンルである「聖会話」を主題としている。パルマの円熟期の作品で、もともとはヴェネツィアの古い貴族であるプリウリ家が所有した作品として知られ、その後ウジェーヌ・ド・ボアルネによって所有された。現在はマドリードのティッセン＝ボルネミッサ美術館に所蔵されている。

## 作品
パルマ・イル・ヴェッキオは風景の中でキリスト教の聖人や寄進者に囲まれながら座る聖母子の姿を描いている。聖母マリアは幼児のイエス・キリストを抱いて画面中央の樹下に座り、幼い息子に対して自身の足元にひざまずいている寄進者へ注意を向けさせるため、彼の頭上に手を伸ばしている。寄進者は手を合わせながら顔を上げて幼児のキリストを見つめ、キリストもまた彼を見つめながら祝福を与えている。画面左では洗礼者ヨハネとその奥にマグダラのマリアがおり、洗礼者ヨハネはラクダの毛皮を着て、左手に葦の十字架を持ち、身をかがめて幼児キリストに敬意を表している。洗礼者ヨハネの背後にはキリストを象徴する子羊が控えている。マグダラのマリアは聖母子の後方に立つ樹木の枝を握りながら、右手に香油壺を持っている。画面右では寄進者のほかにアレクサンドリアの聖カタリナの姿がある。聖カタリナは殉教者であることを象徴するナツメヤシの葉と拷問道具の車輪を持っている。

### 寄進者

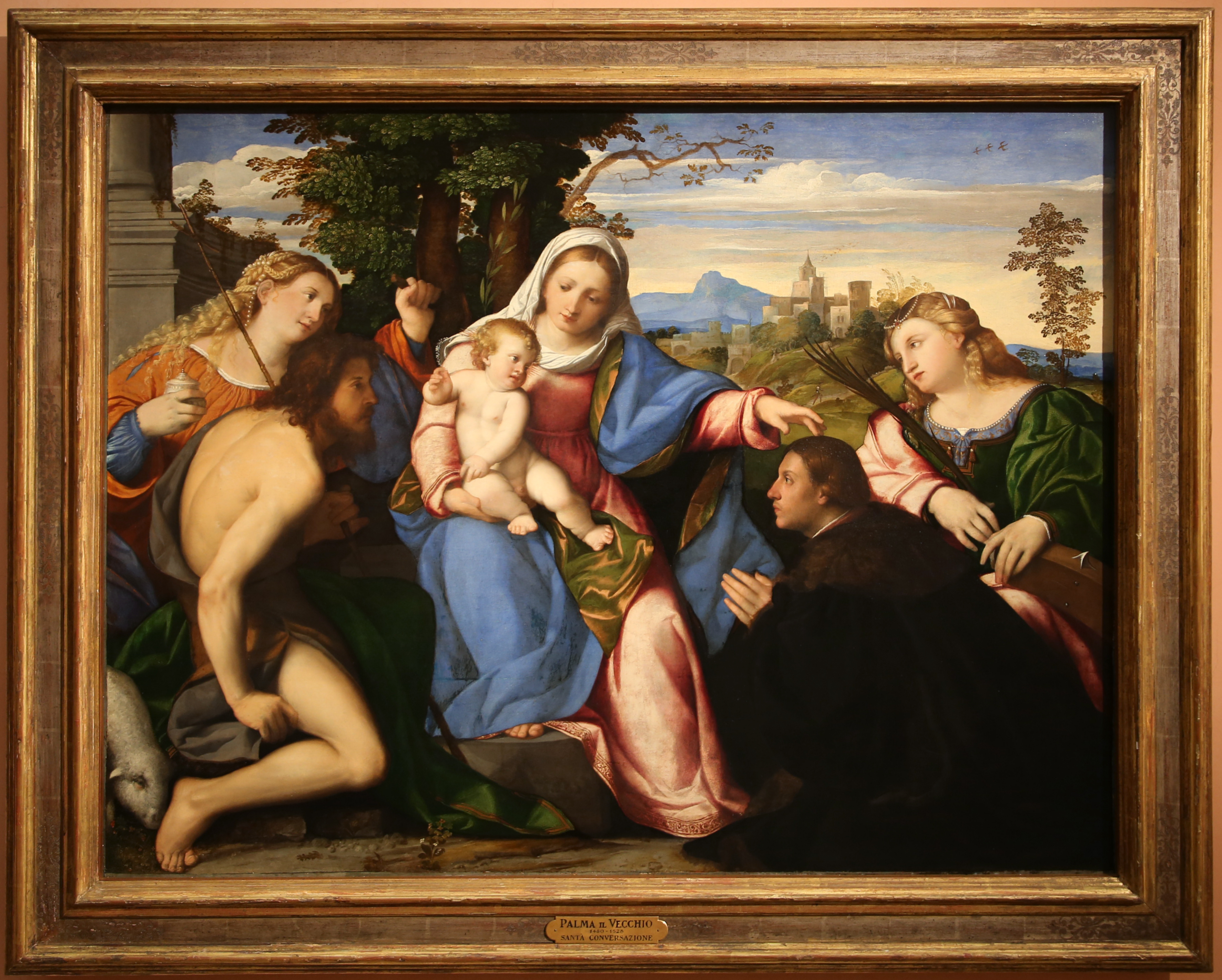
額縁。

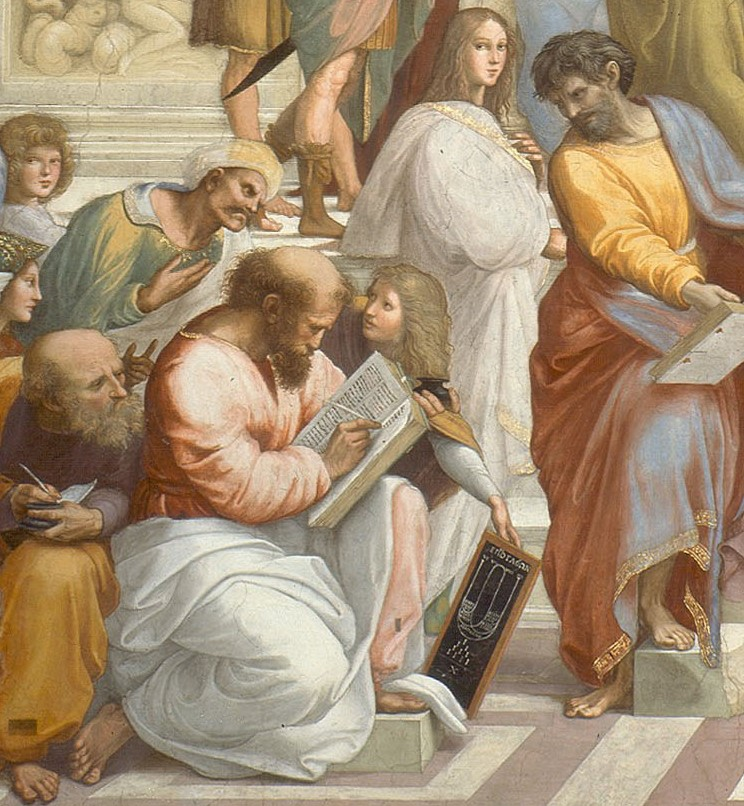
ラファエロ・サンツィオの『アテナイの学堂』画面左下に描かれた哲学者ピュタゴラス（画面左）とイブン・ルシュド（左上）。

ひざまずいた寄進者は、フランチェスコ・サンソヴィーノが1581年に出版したヴェネツィアのガイドブック『最も高貴で並外れた都市ヴェネツィア』（Venetia, città nobilissima, et singolare）によると、プリウリ家の一員であるフランチェスコ・プリウリ（Francesco Priuli）である。この人物は1522年にヴェネツィア共和国のサン・マルコ財務官に任命されており、サンソヴィーノによるとパルマの後援者であった。サン・マルコ財務官はドージェ（元首）に次ぐ高位の役職であり、公式の肖像画では官服である真紅のローブを着た姿で描かれるのが通例であった。しかしここでは寄進者は真紅のローブではなく黒の衣装を着ている。そこで本作品が描かれたのはフランチェスコ・プリウリがサン・マルコ財務官に任命される以前の1518年から1520年頃ではないかと考えられている。

### 図像
パルマは聖母子への寄進者の記念碑的な紹介を中心に構図を作成した。聖母子はわずかに異なる平面に配置された4人の人物たちの中央に慎重に配置されている。図像については、美術史家フィリップ・ライランズ（Philip Rylands）は画面左の聖人洗礼者ヨハネとマグダラのマリアに注目し、両者のポーズがラファエロ・サンツィオの『アテナイの学堂』の画面左下に配置された哲学者ピュタゴラスとイブン・ルシュドのポーズに触発されていることを指摘している。

## 来歴
絵画はサンソヴィーノが自身の著書のプリウリ宮殿（Palazzo Priuli）に関する箇所で言及した作品と同一のものであると考えられている。絵画は17世紀にマリーナ・プリウリ（Marina Priuli）によってヴェネツィアの元老院に遺贈されたようである。マルコ・ボスキーニが1664年に出版したヴェネツィア市内にある絵画を紹介したガイドブックによると、彼女は1656年に絵画を元老院に遺贈する意思を示した遺言書を書き、1661年にその遺言書が元老院に渡された。絵画は十人評議会のホールへと通じる扉の1つに掛けられた。しかしヴェネツィアがナポレオンのイタリア王国に加わると、絵画はナポレオンの義理の息子ウジェーヌ・ド・ボアルネによって所有され、1808年の目録に記録された。その後ウジェーヌ・ド・ボアルネを通じてロイヒテンベルク公爵家のコレクションの一部となり、最終的にハンス・ハインリヒ・ティッセン＝ボルネミッサのコレクションに加わった。

## 修復
18世紀から19世紀の修復家ピエトロ・エドアルドによって、1795年と1806年の2度にわたって修復を受けており、修復の支払いに関する文書が残されている。

## ギャラリー
関連作品

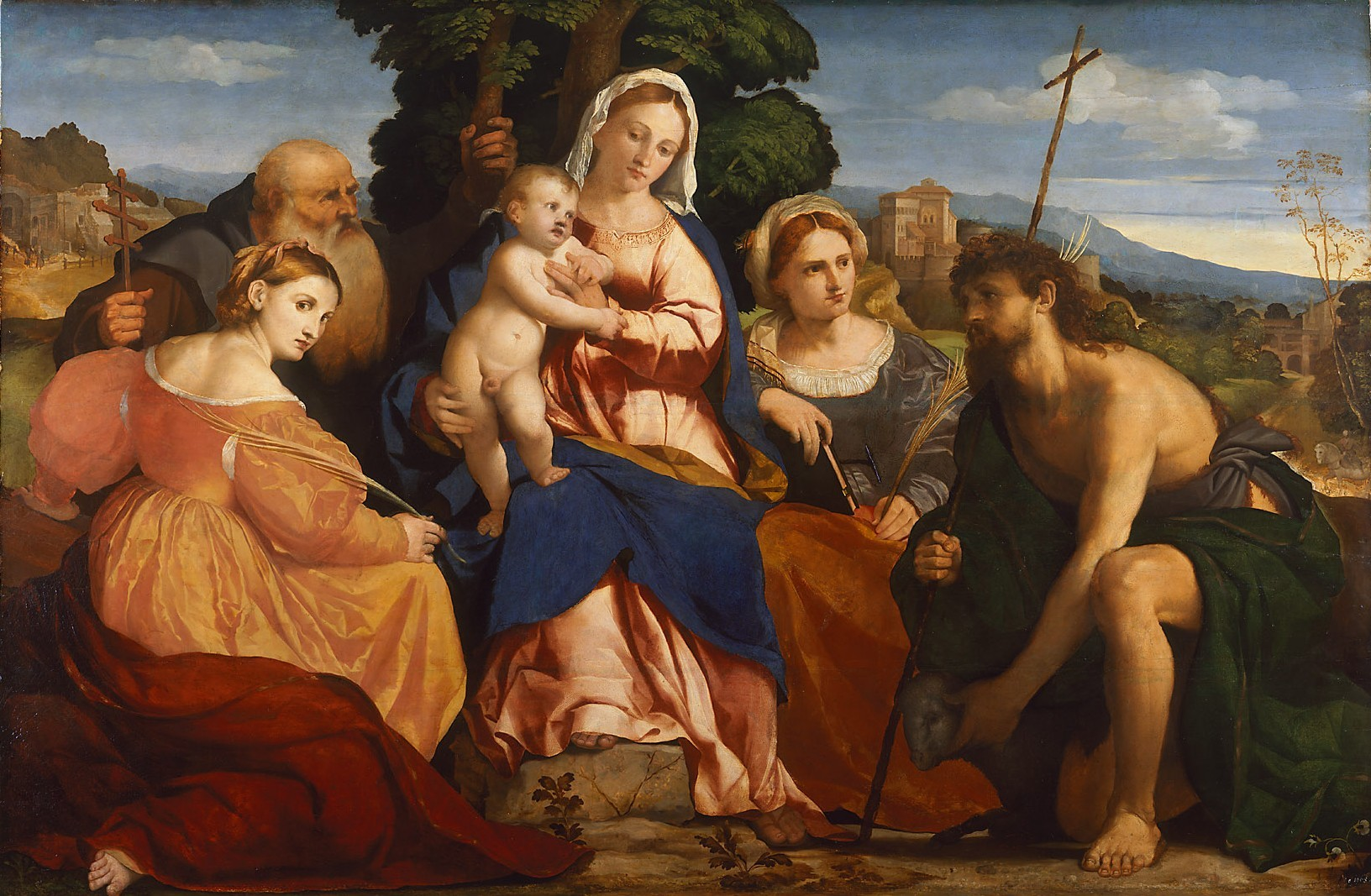
パルマ・イル・ヴェッキオ『聖母子とアレクサンドリアの聖カタリナ、聖ケレスティヌス、洗礼者ヨハネ、聖バルバラ』1520年-1522年頃 美術史美術館所蔵
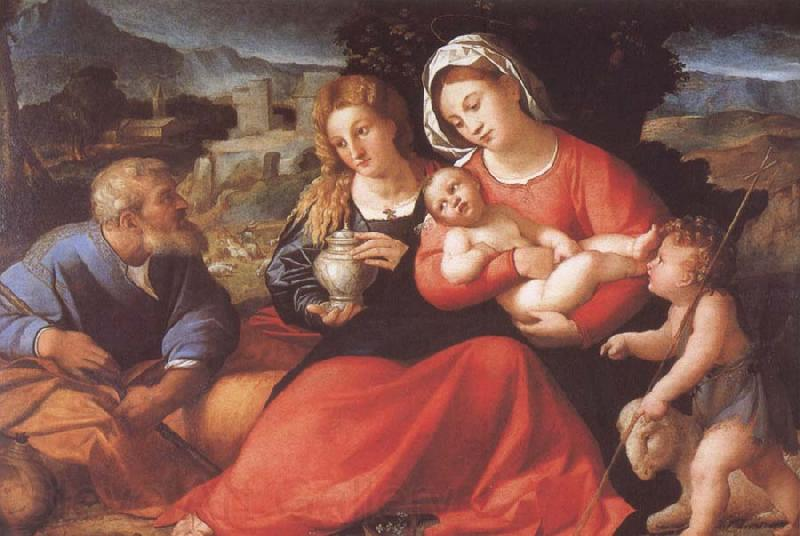
パルマ・イル・ヴェッキオ『聖家族と洗礼者ヨハネ、マグダラのマリア』1520年-1525年頃 ウフィツィ美術館所蔵

ディテール

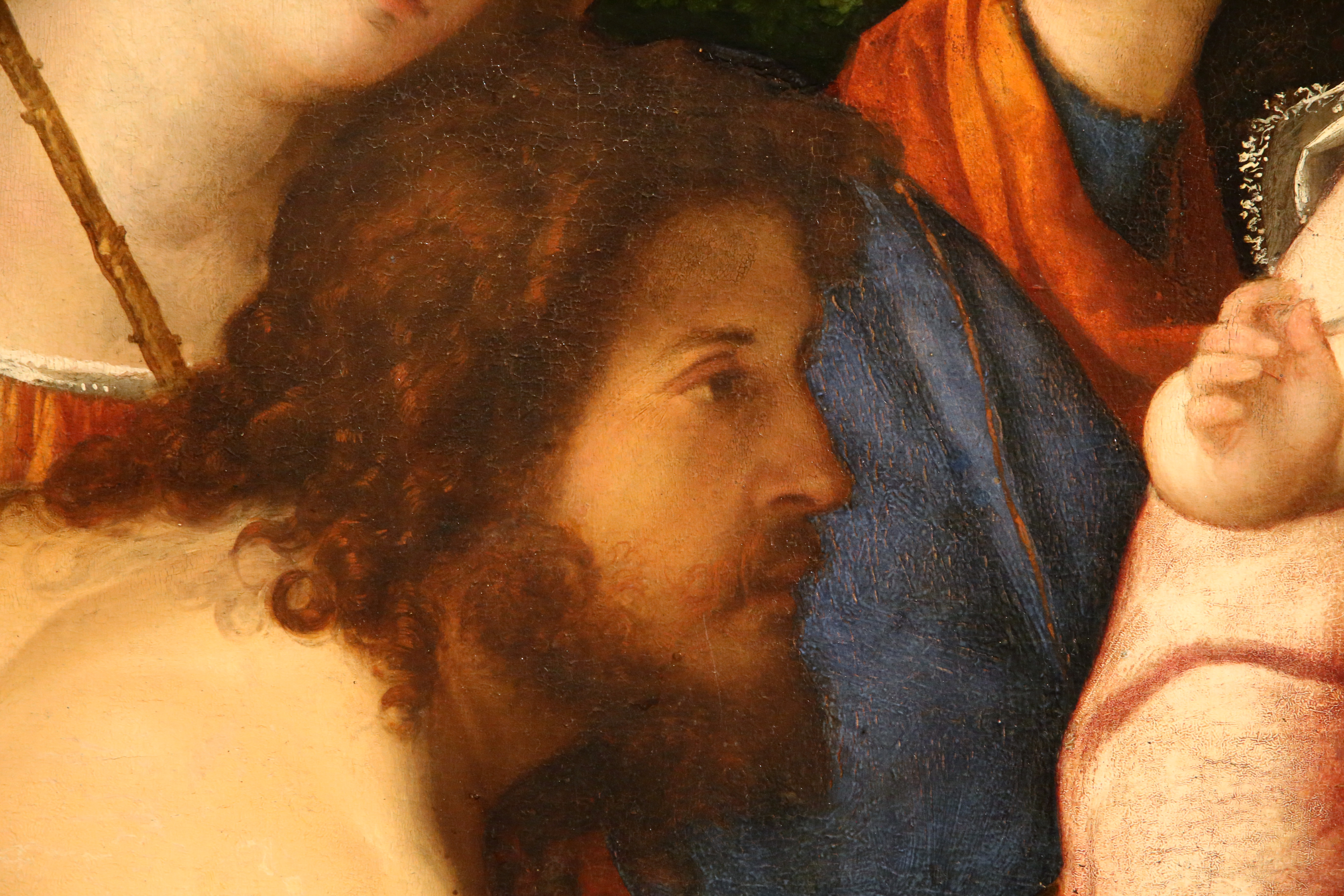
洗礼者ヨハネ
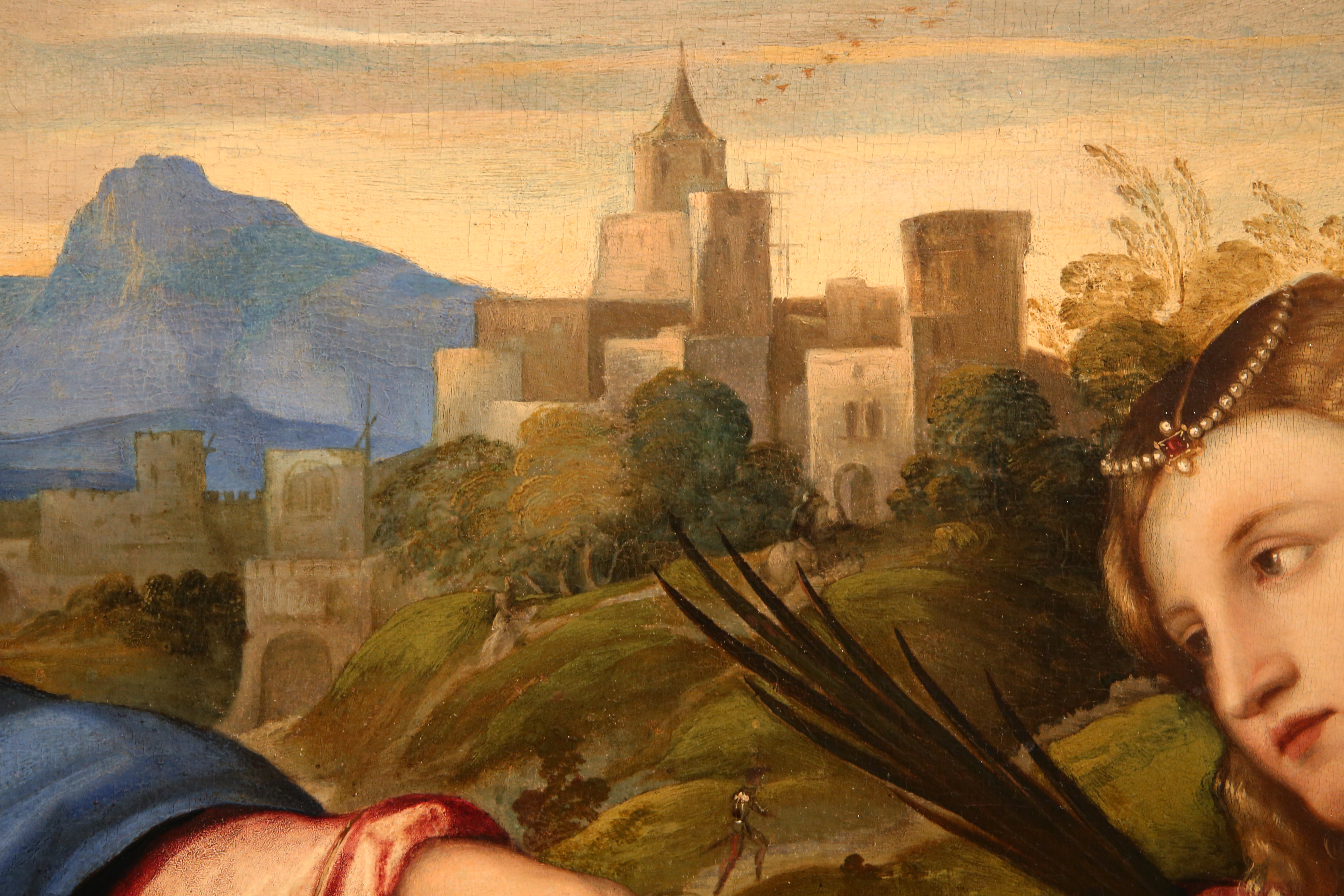
聖母と聖カタリナの間に見える風景
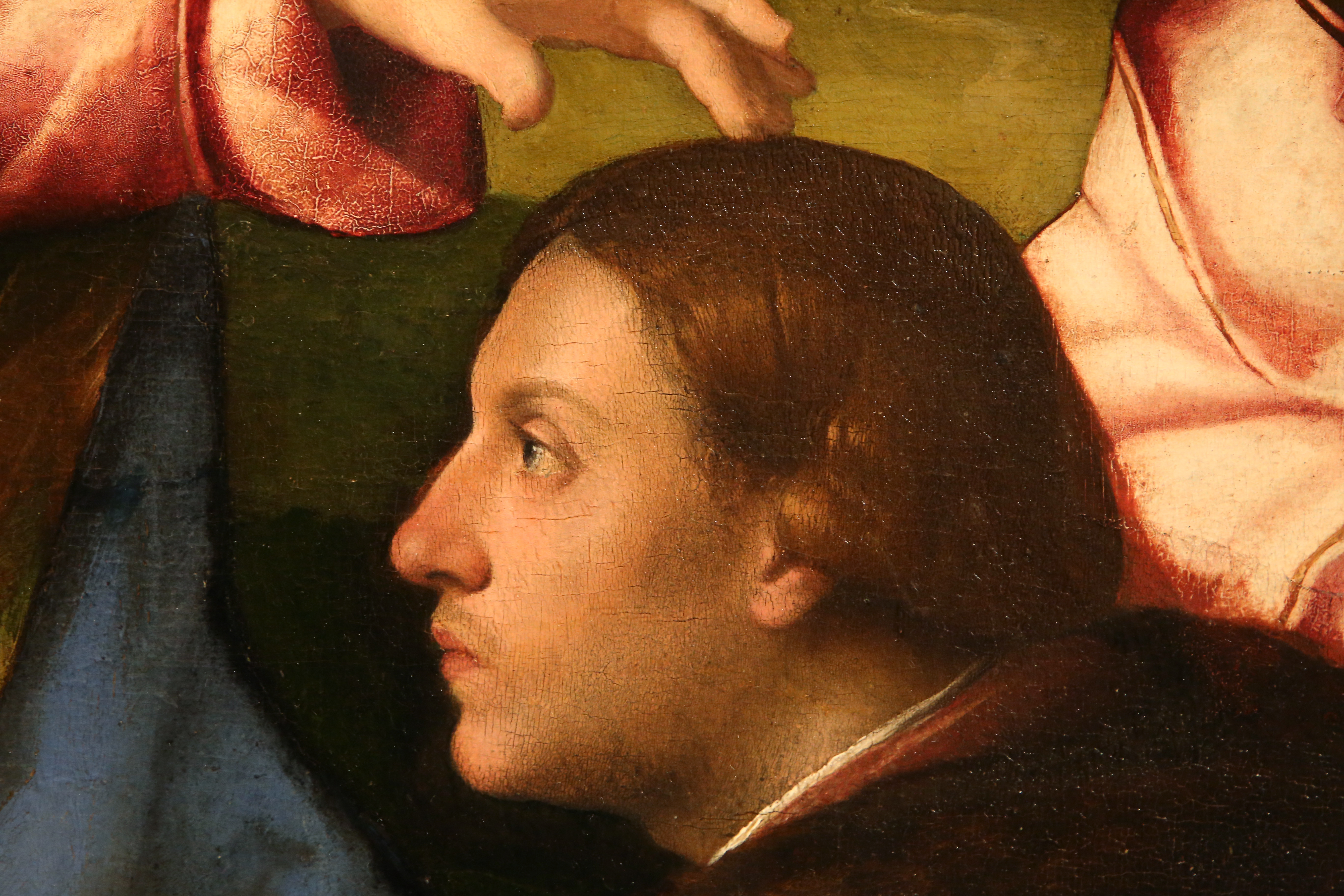
プリウリ家の出身と思われる寄進者